# ويلينغتون لي
ويلينغتون لي (بالإنجليزية: Wellington Lee)‏ هو صيدلي وسياسي أسترالي، ولد في 1925. حزبياً، نشط في Unity Party (Australia) ‏.